# Alveopora viridis
Alveopora viridis е вид корал от семейство Poritidae. Видът е почти застрашен от изчезване.

## Разпространение
Разпространен е в Британска индоокеанска територия, Джибути, Египет, Еритрея, Гуам, Индия, Израел, Йордания, Малдивите, Микронезия, Северни Мариански острови, Палау, Саудитска Арабия, Судан и Йемен.